# Felipe Lorenzon
Felipe Lorenzon (* 11. November 1993) ist ein brasilianischer Leichtathlet, der sich auf den Diskuswurf spezialisiert hat.

## Sportliche Laufbahn
Erste internationale Erfahrungen sammelte Felipe Lorenzon im Jahr 2010, als er bei den Jugendsüdamerikameisterschaften in Santiago de Chile mit dem 1,5-kg-Diskus mit neuem Meisterschaftsrekord von 58,74 m die Goldmedaille gewann und im Kugelstoßen mit 15,99 m Rang sechs belegte. Im Jahr darauf schied er bei den Panamerikanischen Juniorenmeisterschaften in Miramar mit 56,42 m in der Qualifikation aus, gewann anschließend aber bei den Juniorensüdamerikameisterschaften in Medellín mit 54,23 m die Silbermedaille. 2012 belegte er bei den Juniorenweltmeisterschaften in Barcelona mit 61,18 m den fünften Platz und gewann anschließend bei den Leichtathletik-U23-Südamerikameisterschaften in São Paulo mit 51,71 m die Silbermedaille. Bei den Leichtathletik-Südamerikameisterschaften 2013 in Cartagena belegte er mit 54,91 m den fünften Platz und im Jahr darauf gewann er bei den U23-Südamerikameisterschaften in Montevideo mit 56,21 m erneut die Silbermedaille. Zuvor gewann er auch bei den Ibero-Amerikanischen Meisterschaften in São Paulo mit 59,85 m die Silbermedaille hinter dem Argentinier Germán Lauro. 
2017 wurde Lorenzon brasilianischer Meister im Diskuswurf.